# Ólafur Karl Finsen
Ólafur Karl Finsen est un footballeur islandais né le 30 avril 1992. Il évolue au poste d'attaquant à Stjarnan.

## En club
Formé à Stjarnan, Ólafur quitte le club de Gardabaer dès 2008, et rejoint les rangs du centre de formation de l'AZ Alkmaar.
Il restera aux Pays-Bas durant trois ans, même s'il est prêté à son club formateur en 2010, effectuant ses premiers pas dans le championnat d'Islande. Remplaçant à son arrivée, il gagne sa place sur le front de l'attaque en fin de saison, et disputera quinze matchs de championnat pour quatre buts. À la fin de son contrat avec l'AZ en juillet 2011, il est laissé libre et retourne une fois de plus à Stjarnan, jouant cinq matchs en fin de saison.
Ólafur ne s'éternise pas chez les bleus et blancs, puisqu'il est transféré à l'UMF Selfoss, récent promu, pour le championnat 2012. Il y côtoie Jón Daði Böðvarsson, mais ils ne peuvent empêcher le club de terminer avant-dernier et d'être relégué. Il connaît néanmoins sa première saison en tant que titulaire, puis effectue un énième comeback à Gardabaer.
Il réalise sa meilleure saison en 2014. En plus d'un joli parcours en Ligue Europa, Stjarnan effectue un championnat parfait, se présentant invaincu lors de la dernière journée. 
Son adversaire, le leader FH, est également invaincu et possède deux points d'avance sur Stjarnan, second.  Le match est alors décalé en fin d'après-midi pour que tout le pays puisse assister à cette finale fortuite. Finsen ouvre le score à la quarantième minute, permettant à son club d'être virtuellement leader. Son capitaine (l'ancien nancéien Veigar Páll Gunnarsson) est exclu à l'heure de jeu, juste avant que le FH n'égalise. Mais c'est finalement Stjarnan qui remporte l'Úrvalsdeild pour la première fois de son histoire, après qu'Ólafur a inscrit un pénalty obtenu à la 93e minute.
Finsen termine la saison avec onze buts, finissant troisième meilleur buteur du championnat.

## En sélection
Ólafur possède une grosse vingtaine de sélections chez les U17 et U19, et fait ses débuts avec les espoirs en 2014.
Il participe ainsi aux qualifications de l'Euro espoirs 2015, où l'Islande s'incline de justesse face au Danemark en barrages.
Ses performances avec Stjarnan et l'équipe Espoirs sont remarquées par Lars Lagerbäck et Heimir Hallgrímsson, les sélectionneurs nationaux. De fait, il fête sa première cape chez les A en janvier 2015, lors d'un match amical face au Canada, remporté 2-1.

## Palmarès
- Stjarnan
  - Champion d'Islande en 2014